# پل شاخ‌ها

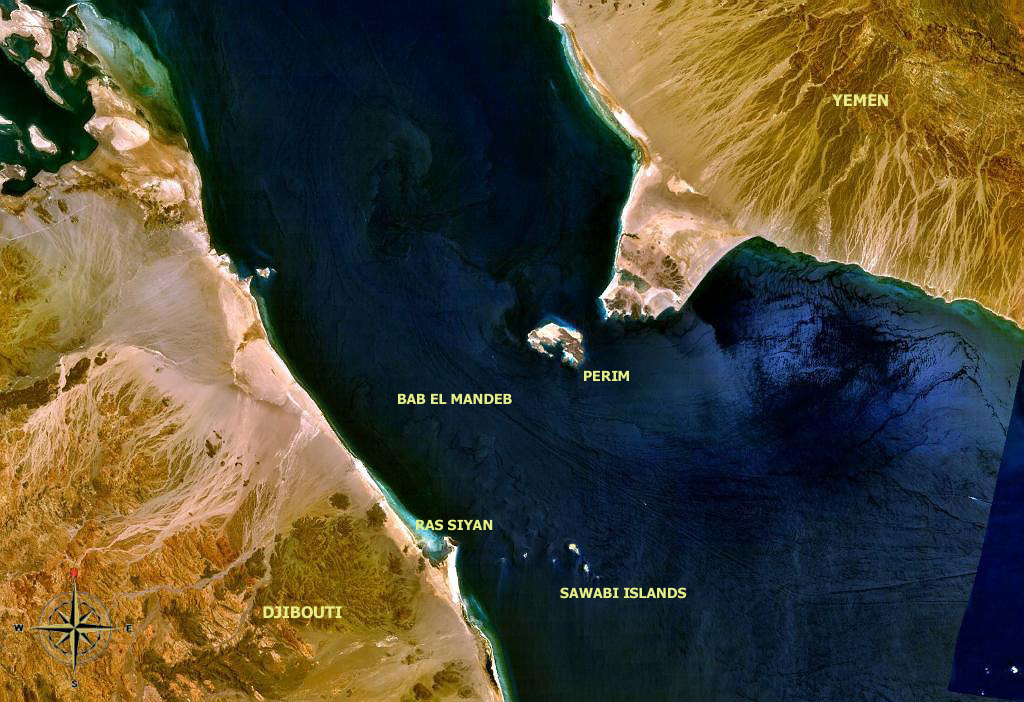
منطقه باب المندب

پل شاخ‌ها (عربی: جسر القرن الإفریقی، ت.ت. 'Bridge of the Horn of Africa' پل شاخ آفریقا ') یک پروژه ساختمانی پیشنهادی برای ساختن پلی بین سواحل جیبوتی و یمن بر فراز باب المندب، بین دریای سرخ و خلیج عدن است. این پروژه بنا بود توسط سرمایه‌گذاری ال‌نور ساخته شود. در سال ۲۰۱۰، اعلام شد که فاز نخست به تعویق افتاده‌است. در سال ۲۰۱۵ جنگ داخلی دیگری در یمن آغاز شد. تا ژوئیه ۲۰۲۱، چیزی دربارهٔ این پروژه شنیده نشده‌است و در حال حاضر فرض بر این است که به‌طور نامحدود تعلیق یا لغو شده باشد.

## ساختار آینده‌نگر
طول پل ۲۹ کیلومتر (۱۸ مایل) و هزینه کل در حدود بیست میلیارد دلار آمریکا برآورد گردید. این پیشنهاد توسط شرکت توسعه خاورمیانه Middle East Development LLC مستقر در دوبی به سرپرستی طارق بن لادن مطرح شد. تاریخ افتتاحیه انتظار می‌رفت در سال ۲۰۲۰ باشد.
برای پاکسازی مسیر شناورهای زیردریایی و سطحی، پل پیشنهادی دارای طولانی‌ترین دهانه تعلیق در جهان به ابعاد ۵ کیلومتر (۳٫۱ مایل) طرح‌ریزی شده بود. پل برفراز دریای سرخ، از سمت یمن شروع می‌شد و به جزیره پریم متصل می‌گردید و تقریباً ۲۸٫۵ کیلومتر (۱۷٫۷ مایل) تا جیبوتی در قاره آفریقا ادامه می‌یافت. ابعاد باید طوری تنظیم می‌گشت تا امکان عبور کشتی‌های بسیار بزرگ با اندازه سوئزماکس را در هر دو جهت به‌طور همزمان مهیا کند.
پیش‌بینی می‌شد روزانه حدود ۱۰۰۰۰۰ اتومبیل و ۵۰٬۰۰۰ مسافر ریلی از روی پل عبور کنند.

## کاربردهای مورد انتظار
شهرهای دوقلو، که از آنها به عنوان شهر النور یاد می‌شد، قرار بود در دو طرف پل ساخته شوند. توسعه دهندگان سایت احتمالی بیان داشتند که از انرژی‌های تجدید پذیر برای آن استفاده خواهند کرد. در طرف جیبوتی، اسماعیل عمر گوئله ۵۰۰ کیلومتر مربع (۱۹۰ مایل مربع) برای ساخت شهر نور اهدا کرد، اولین شهر از صدها شهر نور که انتظار می‌رفت توسط گروه سعودی بن‌لادن ساخته شود. توسعه دهندگان اظهار می‌کردند که انتظار دارند شهر نور تا سال ۲۰۲۵ ۲٫۵ میلیون نفر و شهر دوقلوی یمن ۴٫۵ میلیون نفر ساکن داشته باشند و یک فرودگاه جدید با ظرفیت ۱۰۰ میلیون مسافر در سال به هر دو شهر خدمات رسانی کند. احداث یک بزرگراه جدید که شهرها را به دوبی وصل کند هم پیشنهاد شده بود، اگرچه هیچ برنامه‌ای برای ارتباط جاده‌های جیبوتی کم‌جمعیت با مراکز جمعیتی آدیس آبابا در اتیوپی یا خارطوم در سودان، وجود ندارد. یکی از مواردی که برای این پل تصور می‌شده‌است دسترسی آسان شبه قاره‌ای به مراسم حج در مکه بود.
مجله اکونومیست با اشاره به اینکه توسعه دهندگان اعلام کرده‌اند که این پروژه، شهر نور را به قطب مالی، آموزشی و پزشکی آفریقاً تبدیل می‌کند، نوشت: «آفریقایی‌ها ممکن است تعجب کنند که چرا این مرکز در قسمتی از آفریقا که جمعیت بیشتری در آن زندگی می‌کنند و دسترسی بهتری به غذا و آب دارد ساخته نمی‌شود.»

## جدول زمانی
۲۰۰۹
شروع برنامه‌ریزی اولیه
دسامبر ۲۰۰۹
پل یمن-جیبوتی پیش می‌رود
ژوئن ۲۰۱۰
فاز یک آزادراه یمن و جیبوتی به تعویق افتاد